# 塞利娅·富隆
塞利娅·富隆（法語：Celia Foulon，1979年4月14日—），法国女子赛艇运动员。她曾代表法国参加西班牙加泰罗尼亚举行的2004年世界赛艇锦标赛，获得女子四人单桨无舵手金牌。